# Warsaw, Kentucky
Warsaw är en stad (city) och administrativ huvudort (county seat) i Gallatin County i delstaten Kentucky, USA. 2010 hade staden 1 615 invånare.